# 고가역 (이바라키현)
고가역(일본어: 古河駅)은 일본 이바라키현 고가시에 있는 동일본 여객철도 도호쿠 본선의 역이다. 우쓰노미야 선 구간에 포함되어 있다.

## 타는 곳
| 1 · 2 | ■ 우쓰노미야 선    | (하행)             | 오야마 · 우쓰노미야 방면                                                       |            |
| 1 · 2 | ■ 우쓰노미야 선    | (상행)             | 오미야 · 우에노· 도쿄 · 시나가와 · 요코하마 방면 (우에노도쿄라인·도카이도 선)  | 이 역 시발 |
| 1 · 2 | ■ 쇼난 신주쿠 라인 | (요코스카선 직통)  | 신주쿠 · 요코하마 방면                                                         | 이 역 시발 |
| 3 · 4 | ■ 우쓰노미야 선    | (상행)             | 오미야 · 우에노 · 도쿄 · 시나가와 · 요코하마 방면 (우에노도쿄라인·도카이도 선) |            |
| 3 · 4 | ■ 쇼난 신주쿠 라인 | (요코스카 선 직통) | 신주쿠 · 요코하마 방면                                                         |            |

## 이용 현황
| 승차 인원 추이 | 승차 인원 추이      |
| 연도           | 하루 평균 승차 인원 |
| -------------- | ------------------- |
| 2000           | 15,606              |
| 2001           | 15,388              |
| 2002           | 15,046              |
| 2003           | 15,025              |
| 2004           | 14,858              |
| 2005           | 14,570              |
| 2006           | 14,443              |
| 2007           | 14,362              |
| 2008           | 14,282              |
| 2009           | 13,810              |
| 2010           | 13,603              |

## 역 주변
- 고가 문학관
- 고가 역사 박물관
- 고가 시청 고가 청사
- 조요 은행 고가 지점
- 아시카가 은행 고가 지점
- 이바라키현도 제9호선
- 이바라키현도 제250호선
- 이바라키현도 제294호선
- 이바라키현도 제312호선
- 미즈호 은행 고가 지점
- 육상자위대 고가 주둔지
- 고가 간이 재판소
- 고가 공동 직업안정소

## 인접정차역
| 동일본 여객철도 도호쿠 본선 | 동일본 여객철도 도호쿠 본선                      | 동일본 여객철도 도호쿠 본선 |
| --------------------------- | ------------------------------------------------ | --------------------------- |
| 구키 우에노 방면            | ■ 통근쾌속 ■ 쾌속 '래빗' ■ 쇼난 신주쿠 라인 쾌속 | 오야마 우쓰노미야 방면      |
| 구리하시 아카바네 방면      | ■ 보통 ■ 쇼난 신주쿠 라인 보통                   | 노기 우쓰노미야 방면        |